# 1985–1986-os magyar női kosárlabda-bajnokság
Az 1985–1986-os magyar női kosárlabda-bajnokság a negyvenkilencedik magyar női kosárlabda-bajnokság volt. Húsz csapat indult el, a csapatok az előző évi szereplés alapján két csoportban (A csoport: 1-10. helyezettek, B csoport: 11-17. helyezettek plusz a három feljutó) két kört játszottak. Az alapszakasz után az A csoport 1-6. helyezettjei play-off rendszerben játszottak a bajnoki címért, az A csoport 7-10. és a B csoport 1-4. helyezettjei az egymás elleni eredményeiket megtartva a másik csoportból jövőkkel újabb két kört játszottak az A csoportba kerülésért, a B csoport 5-10. helyezettjei pedig play-off rendszerben játszottak a kiesés elkerüléséért.
A Szegedi EOL AK és a DÉLÉP SC egyesült Szegedi EOL-DÉLÉP SE néven.

## Alapszakasz

### A csoport
| #   | Csapat                   | M  | Gy | V  | K+   | K-   | P  |
| --- | ------------------------ | -- | -- | -- | ---- | ---- | -- |
| 1.  | BSE                      | 18 | 17 | 1  | 1528 | 1088 | 35 |
| 2.  | Tungsram SC              | 18 | 16 | 2  | 1487 | 1153 | 34 |
| 3.  | MTK-VM                   | 18 | 12 | 6  | 1363 | 1244 | 30 |
| 4.  | Kecskeméti SC            | 18 | 11 | 7  | 1287 | 1297 | 29 |
| 5.  | BEAC                     | 18 | 9  | 9  | 1311 | 1333 | 27 |
| 6.  | Pécsi VSK                | 18 | 9  | 9  | 1281 | 1290 | 27 |
| 7.  | Bp. Spartacus            | 18 | 7  | 11 | 1361 | 1340 | 25 |
| 8.  | Szegedi EOL-DÉLÉP SE     | 18 | 4  | 14 | 1083 | 1327 | 22 |
| 9.  | Testnevelési Főiskola SE | 18 | 3  | 15 | 1110 | 1417 | 21 |
| 10. | OSC                      | 18 | 2  | 16 | 1167 | 1489 | 20 |

### B csoport
| #   | Csapat                      | M  | Gy | V  | K+   | K-   | P  |
| --- | --------------------------- | -- | -- | -- | ---- | ---- | -- |
| 1.  | Ganz-MÁVAG VSE              | 18 | 14 | 4  | 1183 | 1037 | 32 |
| 2.  | Szekszárdi Dózsa            | 18 | 11 | 7  | 1219 | 1223 | 29 |
| 3.  | Diósgyőri VTK               | 18 | 10 | 8  | 1200 | 1132 | 28 |
| 4.  | Zalaegerszegi TE            | 18 | 10 | 8  | 1272 | 1203 | 28 |
| 5.  | Szarvasi Főiskola Medosz SE | 18 | 9  | 9  | 1197 | 1200 | 27 |
| 6.  | Csepel SC                   | 18 | 9  | 9  | 1201 | 1267 | 27 |
| 7.  | KSI                         | 18 | 9  | 9  | 1226 | 1185 | 27 |
| 8.  | Nyíregyházi TK              | 18 | 7  | 11 | 1120 | 1178 | 25 |
| 9.  | MAFC                        | 18 | 6  | 12 | 1207 | 1295 | 24 |
| 10. | Alba Regia Építők           | 18 | 5  | 13 | 1116 | 1221 | 23 |

* M: Mérkőzés Gy: Győzelem V: Vereség K+: Dobott kosár K-: Kapott kosár P: Pont

## Rájátszás

### 1–6. helyért
Elődöntőbe jutásért: MTK-VM–Pécsi VSK 72–71, 82–45 és Kecskeméti SC–BEAC 79–68, 72–68
Elődöntő: BSE–Kecskeméti SC 94–54, 70–56 és Tungsram SC–MTK-VM 58–67, 57–50, 61–74
Döntő: BSE–MTK-VM 77–50, 66–51
3. helyért: Tungsram SC–Kecskeméti SC 79–66, 64–51
5. helyért: BEAC–Pécsi VSK 66–70, 56–70

### 7–14. helyért
| #   | Csapat                   | M  | Gy | V  | K+   | K-   | P  |
| --- | ------------------------ | -- | -- | -- | ---- | ---- | -- |
| 7.  | Bp. Spartacus            | 14 | 11 | 3  | 1160 | 950  | 25 |
| 8.  | Szegedi EOL-DÉLÉP SE     | 14 | 9  | 5  | 966  | 928  | 23 |
| 9.  | Ganz-MÁVAG VSE           | 14 | 8  | 6  | 925  | 933  | 22 |
| 10. | Testnevelési Főiskola SE | 14 | 7  | 7  | 902  | 947  | 21 |
| 11. | Diósgyőri VTK            | 14 | 7  | 7  | 893  | 930  | 21 |
| 12. | Szekszárdi Dózsa         | 14 | 7  | 7  | 945  | 925  | 21 |
| 13. | Zalaegerszegi TE         | 14 | 4  | 10 | 939  | 1030 | 18 |
| 14. | OSC                      | 14 | 3  | 11 | 958  | 1045 | 17 |

### 15–20. helyért
15–20. helyért: KSI–Alba Regia Építők 72–65, 68–66 és Nyíregyházi TK–MAFC 80–69, 71–77, 66–57
15–18. helyért: Szarvasi Főiskola Medosz SE–Nyíregyházi TK 61–41, 60–54 és Csepel SC–KSI 49–51, 61–62
15. helyért: Szarvasi Főiskola Medosz SE–KSI 74–84, 70–77
17. helyért: Csepel SC–Nyíregyházi TK 75–67, 77–87, 68–50